# Chrysotus arvernicus
Chrysotus arvernicus är en tvåvingeart som beskrevs av Vaillant och Jacques Brunhes 1981. Chrysotus arvernicus ingår i släktet Chrysotus och familjen styltflugor.
Artens utbredningsområde är Frankrike. Inga underarter finns listade i Catalogue of Life.